# Hoogovenstoernooi 1990
Het Hoogovenstoernooi 1990 was een schaaktoernooi dat plaatsvond in het Nederlandse Wijk aan Zee. Het werd gewonnen door John Nunn.

## Eindstand
| Nr.    | Speler             | Punten |
| ------ | ------------------ | ------ |
| Goud   | John Nunn          | 8      |
| Zilver | Lajos Portisch     | 7½     |
| Zilver | Ulf Andersson      | 7½     |
| 4      | Margeir Pétursson  | 7      |
| 4      | Michail Goerevitsj | 7      |
| 4      | Maxim Dlugy        | 7      |
| 7      | Yuri Dokhoian      | 6½     |
| 7      | Viktor Kortsjnoj   | 6½     |
| 7      | Nigel Short        | 6½     |
| 7      | Viswanathan Anand  | 6½     |
| 11     | Jeroen Piket       | 6      |
| 11     | John van der Wiel  | 6      |
| 13     | Marinus Kuijf      | 5      |
| 14     | Friso Nijboer      | 4      |